# Phyllophaga nigropicea
Phyllophaga nigropicea är en skalbaggsart som beskrevs av Walker 1866. Phyllophaga nigropicea ingår i släktet Phyllophaga och familjen Melolonthidae. Inga underarter finns listade i Catalogue of Life.